# Syrmie
Cet article concerne la région géographique. Pour le comitat de Croatie, voir Comitat de Vukovar-Syrmie. Pour le district de Voïvodine, voir Syrmie (district).

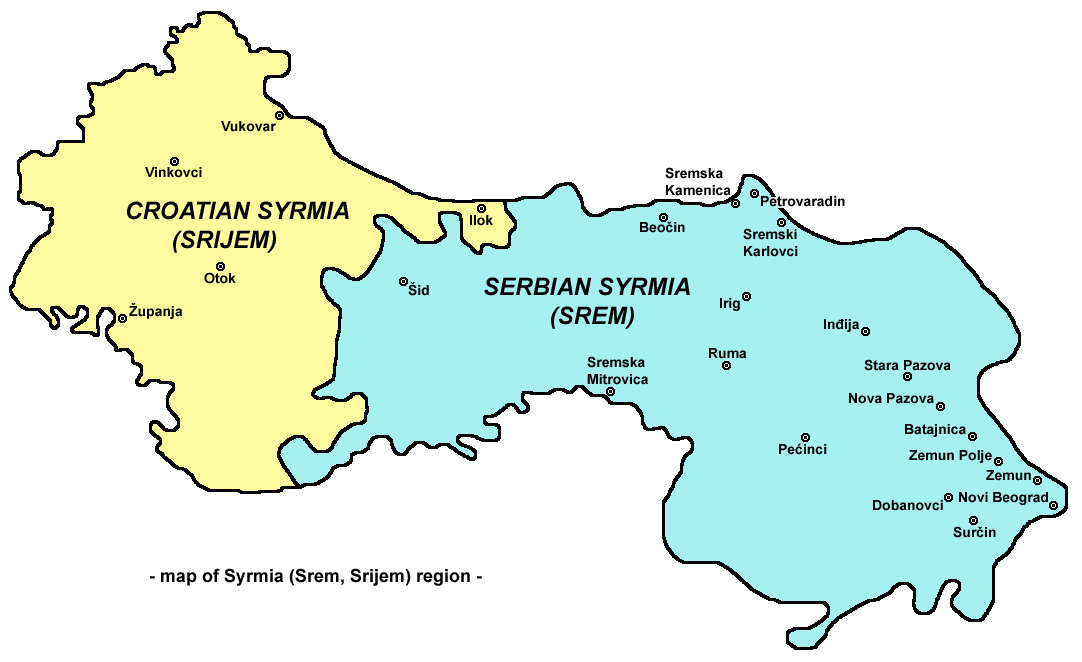

La Syrmie, Срем (Srem) en alphabet serbe cyrillique et latin, Srijem en croate, Szerém ou Szerémség en hongrois, Syrmien en allemand, Syrmia ou Sirmium en latin, est une ancienne province historique de Hongrie-Croatie, située entre le Danube et la Save, du confluent du Danube avec la Drave jusqu'à son confluent avec la Save en face de Belgrade. C'est en Syrmie que se trouve la Fruška gora, la seule montagne de Voïvodine, devenue aujourd'hui un parc national. On y trouve de nombreux monastères orthodoxes.
Le nom de "Syrmie" vient du nom de la ville romaine Sirmium, aujourd'hui nommée en serbe Сремска Митровица (Sremska Mitrovica), en croate Srijemska Mitrovica, en allemand Syrmisch Mitrowitz et en hongrois Szávaszentdemeter.

## Régions voisines
- Avec la Slavonie à l'ouest, la frontière de la Syrmie est plus ou moins conventionnelle. Certains la voient dans une ligne Vukovar-Vinkovci-Županja. Les partisans d'une frontière naturelle avancent les rivières Bosut, Barica et Vuka.
- Le Danube sépare la Syrmie de la Bačka vers le nord.
- Plus à l'est, c'est du Banat au nord-est que le Danube sépare la Syrmie.
- Au sud-est, de l'autre côté de la Save, se trouve la Šumadija.
- Au sud, la Mačva se trouve de l'autre côté de la Save.
- Enfin au sud-ouest, c'est de la Semberija que la Save sépare la Syrmie.

## Statut actuel
En 1945, la Commission Djilas divise la Syrmie en deux parties, suivant que les communes y étaient majoritairement peuplées de Croates ou de Serbes. Ce découpage explique que la ville croate d'Ilok, sur les bords du Danube, se retrouve au nord-est de la ville de Šid en Serbie.
À part cette exception, la Syrmie occidentale (Zapadni Srijem en croate) est aujourd'hui rattachée à la Croatie (plus précisément au Comitat de Vukovar et de Syrmie (en croate Srijemsko-vukovarska županija), qui comprend les municipalités d'Ilok, Vinkovci, Vukovar et Županja.

La Syrmie orientale appartient aujourd'hui à la Serbie. 
La plus grande partie constitue le District de Syrmie (en serbe Srem okrug ou Sremski okrug - en cyrillique Срем округ ou Сремски округ) de la Province autonome de Voïvodine (Autonomna Pokrajina Vojvodina ou Аутономна Покрајина Војводина), rattachée à la Serbie.
Ce district est constitué des municipalités de Šid (Шид), Sremska Mitrovica (Сремска Митровица), Stara Pazova (Стара Пазова), Inđija (Инђија), Irig (Ириг), Ruma (Рума), Pećinci (Пећинци).
En revanche, Sremski Karlovci (Сремски Карловси) est rattachée au district de Bačka méridionale (Бачка) méridionale en Voïvodine, et les municipalités de Surčin (en cyrillique Сурчин, en allemand Surtschin) et Zemun, (en cyrillique Земун, en allemand Semlin, en hongrois Zimonyi) avec Dobanovci (Добановци), de même que celle de Novi Beograd (Нови Београд), sont désormais rattachées au district de Belgrade (Beograd ou Београд en serbe), en République de Serbie au sens étroit.

## Culture
La Fruška gora (en Serbie) abrite 16 monastères orthodoxes serbes :
- Beočin, de date de fondation inconnue, mentionné pour la première fois dans des archives turques datant de 1566-1567.
- Bešenovo, fondé selon la légende par le roi Stefan Dragutin à la fin du XIIIe siècle, mentionné pour la première en 1545.
- Velika Remeta, dont la tradition attache sa fondation au roi Stefan Dragutin. Les documents historiques en attestent l'existence pour la première fois en 1562.
- Vrdnik-Ravanica, de date exacte de la fondation inconnue. Les archives indiquent que l'église fut construite au temps du métropolite Serafim, dans la seconde moitié du XVIe siècle.
- Grgeteg, selon la tradition fondé par le despote Zmaj Ognjeni Vuk (Vuk Grgurević) en 1471. Son existence est attestée pour la première fois en 1545-1546.
- Divša, sans doute fondé par le despote Jovan Branković à la fin du XVe siècle. Il est mentionné pour la première fois dans la seconde moitié du XVIe siècle.
- Jazak, fondé en 1736.
- Krušedol, fondé entre 1509 et 1516, par l'évêque Maksim (despote Đorđe Branković) et par sa mère Angelina.
- Kuveždin - La tradition attribue sa fondation à Stefan Štiljanović. La première mention avérée remonte à 1566-1569.
- Mala Remeta, fondé selon la tradition attribue par le roi Stefan Dragutin. Il est mentionné pour la première fois au milieu du XVIe siècle.
- Novo Hopovo, construit selon la tradition par les despotes de la dynastie des Branković. La première mention fiable de cet établissement monastique date de 1641.
- Privina Glava, fondé selon la légende par un homme du nom de Priva, au XIIe siècle. Les archives attestent son existence en 1566-1567.
- Petkovica, fondé selon la tradition par Jelena, la veuve de Stefan Štiljanović. Les archives attestent son existence en 1566-1567.
- Rakovac, fondé  selon un document daté de 1541 par un certain Raka, courtisan du despote Jovan Branković. Le document précise qu'il fonda le monastère en 1498. Les archives attestent son existence en 1545-1546.
- Staro Hopovo, fondé selon la tradition par l'évêque Maksim (Đorđe Branković). Les archives attestent son existence en 1545-1546.
- Šišatovac, de fondation attribuée à des moines venus du monastère de Žiča. Il est attesté au milieu du XVIe siècle.

## Histoire
Dans l'Empire romain, Sirmium était l'une des villes les plus importantes des Balkans, siège de la Province de Pannonie inférieure (Pannonia inferior en latin) et même, pendant un certain temps, résidence impériale sous Galère. Après la chute de l'Empire romain d'Occident, les Avars, les Serbes, les Proto-Bulgares et les Byzantins se disputèrent cette région fertile et bien arrosée. Au Xe siècle Byzance s'empara de la région, qui l'érigea en "Thème" de Syrmie.

### La Syrmie serbe

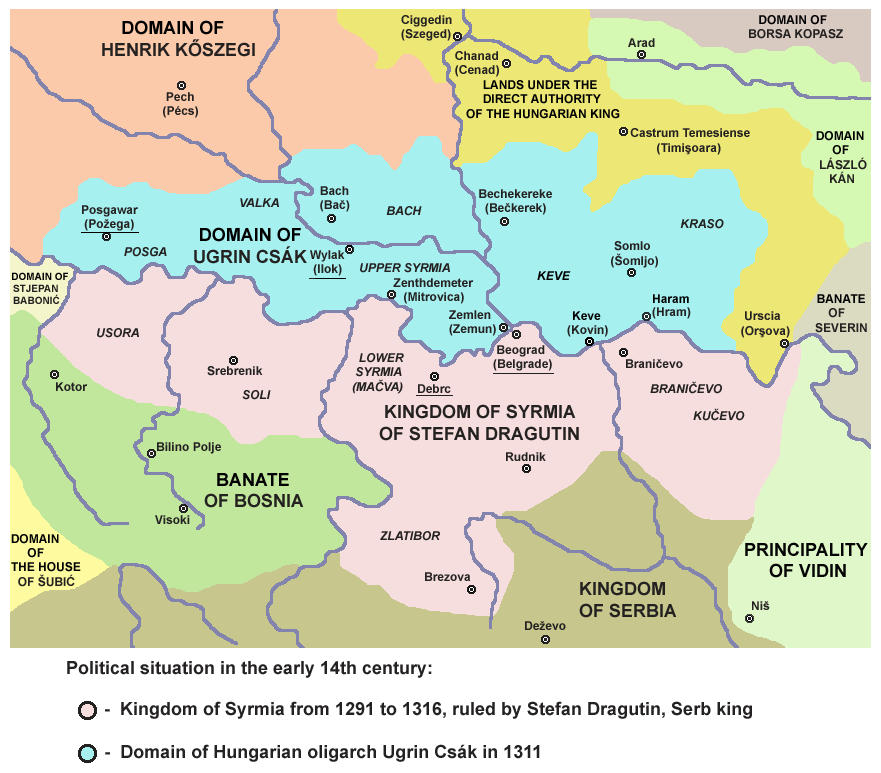

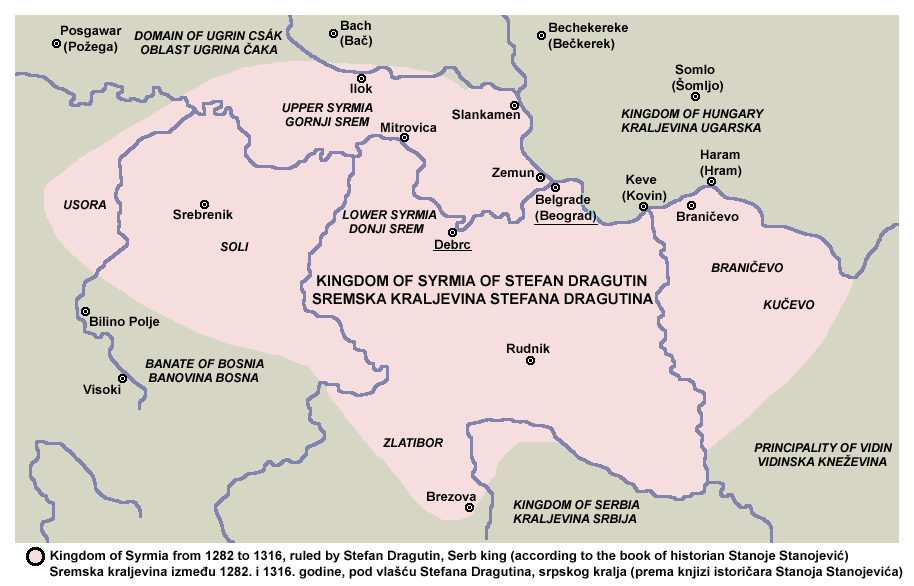

La Syrmie eut deux rois serbes pendant son existence en tant qu'État souverain.
- Stefan Dragutin ;
- Stefan Vladislav II.

### La Syrmie ottomane
Aux XIe et XIIe siècles, le roi de Hongrie reconquit la région et la conserva jusqu'en 1521, lorsque Belgrade tomba entre les mains de Soliman le Magnifique. En 1541 la Syrmie fut érigée en un sandjak (en graphie turque contemporaine sancak, région militaire) appelé « Sandjak du pont de Tağan » (Tağan geçidi) dépendant d'abord du pachalik (Paşalık) de Budin (actuelle Buda), ensuite de celui de Silistre. L'Empire ottoman la conserva jusqu'en 1699.

### La Syrmie des Habsbourg
Le traité de paix signé le 26 janvier 1699 à Karlowitz en Syrmie (en serbe Sremski Karlovci, en croate Srijemski Karlovci) donna cette région à la monarchie des Habsbourg, dont le souverain était alors l'empereur Léopold Ier de Habsbourg. Les Habsbourg étaient devenus rois de Hongrie en 1527 après la mort du roi Louis II Jagellon à la bataille de Mohács en août 1526 ; quant aux droits historiques de la Hongrie sur la Croatie, ils provenaient de l'union personnelle dite Pacta Conventa conclue en 1102 qui faisait du roi de Hongrie le roi de Croatie, couronné séparément.
Cependant la Syrmie demeura largement en dehors de la vie politique croate: Léopold l'avait entièrement incluse dans sa Frontière militaire (en allemand Militärgrenze, en croate et en serbe Vojna krajina), zone tampon destinée à bloquer les raids des Ottomans et à retarder leurs invasions, dont le régime juridique particulier avait été fixé par les Statuta Valachorum de 1630. Léopold étendit celle-ci de la Slavonie occidentale où se trouvait la frontière en 1683, jusqu'en Transylvanie. Après le Traité de paix de Passarowitz de 1718 (Mir u Požarevcu en serbe), le pachalik de Belgrade y fut même inclus sous le nom de Nouvelle Serbie mais, après la défaite de son armée à Banja Luka en 1737 et sous pression de la France, Marie-Thérèse dut le rendre aux Ottomans par le Traité de Belgrade de 1739.
En face de Belgrade toujours tenue par les Ottomans de l'autre côté de la Save, la ville de Zemun redevint une ville-frontière et une ville de garnison. Elle l'était toujours lorsque la Serbie obtint progressivement son indépendance à partir de 1817. C'est de Zemun en Syrmie que partirent les premiers tirs d'artillerie contre la Serbie, qui commencèrent la Première Guerre mondiale.
La présence orthodoxe et serbe en Syrmie datait du Moyen Âge, se traduisait par de nombreux monastères notamment dans la Fruška gora. La conquête ottomane avait plutôt favorisé son développement, chassant les catholiques qui la défendaient, et traitant mieux les orthodoxes dont le sultan contrôlait la hiérarchie que les catholiques qui n'obéissent qu'à l'évêque de Rome.
Au cours de ses retraites, l'armée autrichienne avait emmené avec elle un certain nombre de réfugiés de l'Empire ottoman, principalement des Serbes, même si des Albanais catholiques s'installèrent à Hrtkovci après la défaite des Autrichiens à Kaçanik (Kosovo) en 1689 (les miliciens de Vojislav Šešelj les ont expulsés en 1990 ; ayant perdu au fil des siècles leur langue d'origine, leurs descendants s'étaient identifiés aux Croates).
Ces réfugiés serbes s'établirent en Hongrie et en Croatie, y développant leur présence religieuse, notamment avec un métropolite à Sremski Karlovci, qui devint le véritable siège de l'Église orthodoxe serbe lorsqu'en 1766 les Ottomans eurent supprimé le Patriarcat de Peć.
Cette implantation fait même l'objet d'un mythe, celui de la "Grande Migration" de 1690, qui sert à asseoir les prétentions territoriales des Serbes tant sur le Kosovo que sur la Voïvodine: plus de 40 000 familles serbes du Kosovo soit 200 000 personnes, à l'invitation de l'empereur Léopold Ier, se seraient installées en Hongrie du sud à la suite de la retraite autrichienne de 1690 sous la direction de leur patriarche Arsenije III Čarnojević. Les documents historiques, dont le texte de Léopold, qui dit le contraire et une lettre du Patriarche lui-même qui ne mentionne que quelques milliers de réfugiés, réfutent ce scénario, qui à la réflexion n'est guère vraisemblable: le Sultan avait déclenché une répression féroce mais brève, commandant une fuite éperdue plutôt qu'un exode noblement organisé. Une fois calmé, il n'aurait jamais accepté que tant de ses sujets fassent défection. En outre, les terres reconquises de Hongrie-Croatie faisaient l'objet de prétentions territoriales rivales, et le souverain, qui de toutes façons entendait les distribuer à des nobles et à des ecclésiastiques, ne pouvait en disposer si facilement.
Le moine serbe Dositej Obradović, du monastère orthodoxe de Fruška gora en Syrmie orientale, fit le voyage de Vienne et d'autres métropoles occidentales dont Londres, illustrant le long développement d'une intelligentsia serbe sur les terres des Habsbourg à partir du XVIIIe siècle, avec notamment le linguiste Vuk Stefanović Karadžić. C'est à Sremski Karlovci que fut fondé le premier Gymnasium (lycée) à l'usage des Serbes en 1791.
En 1745 la Syrmie fut érigée en province (Comitatus, le latin fut la langue officielle en Hongrie jusqu'en 1847) au sein de la Slavonie, alors dirigée comme un "Royaume" distinct de la Croatie, au grand mécontentement des Croates pour qui elle faisait partie de leur territoire historique. En 1848 et 1849 la Syrmie fut même incluse dans ce qu'on a appelé la "Voïvodine serbe" ("Voïvodine" veut dire "Duché" en serbe), groupe de provinces hongroises du sud que les nationalistes serbes avaient proclamé autonome. De 1849 à 1860, alors que les Croates avaient soutenu les Habsbourg contre les nationalismes hongrois et serbe, la Syrmie fut même incluse dans une province distincte de la Hongrie appelée "Voïvodine de Serbie et du Banat".

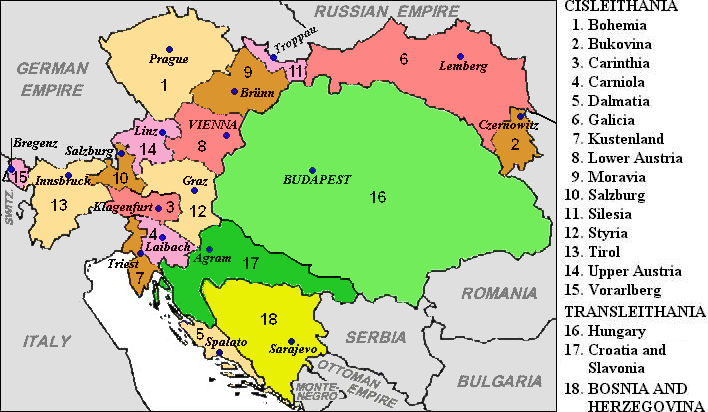

Après 1860 la province de Syrmie fut rétablie et réintégrée à la Slavonie. En 1867, dans l'Accord austro-hongrois de 1867, la Slavonie fut incluse dans la Transleithanie, la partie du nouvel Empire austro-hongrois dirigée depuis Budapest. Dans le Compromis (Nagodba en croate) conclu en 1868 entre les Hongrois et les Croates, la Slavonie fut reconnue comme appartenant au royaume de Croatie-Slavonie, dirigé avec une certaine autonomie par un ban nommé par Budapest.
En 1881, après l'établissement en 1878 du protectorat austro-hongrois sur la Bosnie-Herzégovine, la frontière militaire fut supprimée et la Syrmie fut soumise au droit commun du royaume de Croatie-Slavonie.

### La Syrmie dans la Première Yougoslavie
En 1918, après la Première Guerre mondiale, les territoires historiques de la Croatie, à l'exception de Rijeka (Fiume en italien et hongrois, Reka en slovène) et de certaines îles dalmates, furent inclus dans le royaume des Serbes, Croates et Slovènes dont le roi était Alexandre Ier Karageorgevitch et qui allait s'appeler le royaume de Yougoslavie lorsque celui-ci proclamerait sa dictature en 1929.
Le 24 novembre 1918, alors que s'effondrait l'Empire austro-hongrois, une assemblée de Serbes en Syrmie orientale proclama le rattachement de cette région au royaume de Serbie. Cependant, immédiatement après, le 1er décembre 1918, c'est au royaume des Serbes, Croates et Slovènes que la Syrmie fut officiellement incorporée. Le nouvel État fut reconnu au Traité de Trianon de 1920.
Entre 1918 et 1922 la Syrmie fut un comitat (županija) puis, de 1922 à 1929, une région (oblast) dudit royaume. Puis, après 1929, il fut divisé entre une "Banovine du Danube" (Dunavska banovina) et une "Banovine de la Save" (Savska Banovina) au sein du royaume de Yougoslavie.
Habitués à défendre leurs droits historiques face à des suzerains occidentaux, les Croates manquaient d'expérience face à un souverain formé en Russie et porteur de tradition politiques inspirées par le jacobinisme français et l'identification ottomane de la nationalité à la religion. Ce n'est qu'en août 1939, après l'assassinat de son prédécesseur Stjepan Radić le 28 juin 1928 puis une réforme territoriale qui faisait fi des frontières historiques sans atténuer la prédominance serbe sur les institutions que Vladko Maček, chef du plus grand parti croate le parti paysan croate (en croate Hrvatska seljačka stranka), réussit à signer un accord, ou Sporazum, avec le Premier ministre yougoslave Dragiša Cvetković, créant un territoire croate autonome incluant les territoires historiques de la Croatie y compris la Dalmatie, plus une partie de la Bosnie et de l'Herzégovine occidentale : une partie de la Syrmie y fut incluse.

### La Syrmie dans la "NDH"
Cependant cet accord, auquel s'opposaient les plus hautes autorités serbes, n'eut pas assez d'effet pour assurer la loyauté des Croates au Royaume et, lorsqu'en avril 1941 Hitler eut conquis la Yougoslavie, il créa un prétendu "État indépendant de Croatie" (en croate Nezavisna Država Hrvatska ou "NDH" — prononcer "êndéHa") qui incluait toutes les terres que les Croates considéraient comme leur territoire historique et sur lesquelles les Italiens n'avaient pas mis la main. Le dirigeant du Parti paysan ayant refusé toute collaboration, l'Axe dut mettre à la tête de cet État Ante Pavelić chef d'une bande de 400 activistes violents (les Oustachis) majoritairement originaires de Bosnie-Herzégovine. Zemun se retrouva de nouveau ville-frontière, entre une Grande Croatie-fantoche dirigé par les Oustachis et une Serbie occupée par les Allemands et dirigée par un général collaborationniste, Milan Nedić.

### La Syrmie depuis Tito
En 1945 Tito, ayant pris le pouvoir à Belgrade, mit en forme l'organisation fédérale de la Yougoslavie qu'il avait annoncée dans son Discours de l'AVNOJ en novembre 1943 ("AVNOJ" pour Antifasisticko Vijece Narodnog Oslobodjenja Jugoslavije ou "Conseil antifasciste de libération nationale de la Yougoslavie").
La Voïvodine actuelle comprend la Bačka (Bácska en hongrois), la partie du Banat (en hongrois Bánság) non livrée à la Roumanie par le traité de Trianon de 1920, et la Syrmie orientale telle que détachée de la Croatie historique par la Commission Djilas en 1945. Après soixante années, Zemun est devenue un faubourg de Belgrade dont le maire est issu du Parti radical serbe (en serbe Srpska Radikalna Stranka) de Vojislav Seselj. C'est pour marquer l'excès prétendu du nationalisme croate de Franjo Tudjman que l'on disait que les initiales de son parti HDZ voulaient dire "Hrvatska do Zemuna" ("La Croatie jusqu'à Zemun") — "HDZ" veut en fait dire Hrvatska Demokratska Zajednica ou Union démocratique croate.
À l'été de 1991 le pouvoir communiste serbe de Belgrade s'était emparé de Vukovar à l'issue d'un siège de trois mois où son artillerie détruisit la ville ; il avait conquis la Syrmie occidentale croate, massacré des dizaines de ses habitants non-serbes et chassé le reste, pour ensuite l'occuper sous les apparences d'insurgés locaux et autres miliciens nationalistes constitués en "Région Serbe Autonome de Slavonie orientale, de Baranja et de Syrmie occidentale" — en serbe Srpska Autonomna Oblast (SAO) Istocna Slavonija, Baranja i Zapadni Srem), dirigée par Goran Hadžić.
Depuis, à la différence de la Slavonie occidentale, de la Lika orientale, du Kordun et de la Dalmatie du Nord reconquises de vive force sur leurs occupants serbes par l'Armée et la Police croates en 1995, la Syrmie occidentale a été pacifiquement rendue à la souveraineté croate en 1998 et la plus grande partie de sa minorité serbe est demeurée sur place.
La Constitution yougoslave de février 1974 donnait à la Voïvodine un statut d'autonomie complète vis-à-vis de la république de Serbie, mais ce statut a été réduit à une apparence par Slobodan Milošević en 1990. Aujourd'hui la Voïvodine est plus riche, mieux éduquée, plus ouverte à l'Occident que le reste de la Serbie et plus accueillante pour les nombreuses minorités qui y vivent, mais elle n'échappe pas au renouveau du nationalisme en Serbie qui a suivi l'assassinat du Premier ministre de Serbie Zoran Đinđić le 12 mars 2003 et son remplacement par Vojislav Koštunica.

## La Syrmie, aujourd'hui
- Croatie ("La Syrmie" se dit Srijem en croate)
  - Vinkovci (33.239 habitants)
  - Vukovar (30.126)
  - Županja (13.775)
  - Ilok (5.897)

- Serbie (Srem en serbe)
  - Serbie centrale
    - Novi Beograd (217.180)
    - Zemun (146.172) (en allemand Semlin, en hongrois Zimony)
    - Surčin (14.209) (en allemand Surtschin)
    - Dobanovci (8.114)

  - Voïvodine (Vojvodina en serbe)
    - District de Syrmie (Srem) (Okrug Srem en serbe)
    - Sremska Mitrovica (39.041) (en croate Srijemska Mitrovica, en allemand Syrmisch Mitrowitz et en hongrois Szávaszentdemeter)
    - Ruma (32.125)
    - Inđija (26.244)
    - Stara Pazova (18.628)
    - Šid (16.301)
    - Irig (4.854)
    - Mačvanska Mitrovica (3.823)
    -  District de Bačka méridionale (Juzna Bačka en serbe)
    - Petrovaradin (13.917) (en allemand Peterwardein)
    - Sremska Kamenica (11.140)
    - Sremski Karlovci (8.839) (en allemand Syrmisch Karlowitz)
    - Beočin (8.037)